# 小沢愍昌
小沢 愍昌（おざわ みんしょう、1894年（明治27年）10月11日 - 2004年（平成16年）7月12日）は、日本の僧。山梨県出身。2004年5月20日より死去するまで男性としての日本国内最高齢者だった。

## 人物
山梨県御坂町生まれ。1917年に山梨市の浄土宗光雲寺の住職となり、1978年まで務めた。
2004年7月、肺炎のため山梨市の病院で死去。109歳と275日。